# Pleuretra sulcata
Pleuretra sulcata är en hjuldjursart som beskrevs av Bartoš 1950. Pleuretra sulcata ingår i släktet Pleuretra och familjen Philodinidae. Inga underarter finns listade i Catalogue of Life.